# Istán
Istán település Spanyolországban, Málaga tartományban. Istán Marbella, Benahavís, Parauta, Tolox, Monda és Ojén községekkel határos. Lakosainak száma 1622 fő (2024).

## Népesség
A település népessége az elmúlt években az alábbi módon változott:
| Lakosok száma | 1322 | 1417 | 1437 | 1496 | 1533 | 1404 | 1432 | 1469 | 1587 | 1622 |
|               | 2001 | 2004 | 2007 | 2009 | 2012 | 2014 | 2017 | 2019 | 2022 | 2024 |